# Jasło (comune rurale)
Jasło è un comune rurale polacco del distretto di Jasło, nel voivodato della Precarpazia.
Ricopre una superficie di 93,1 km² e nel 2004 contava 15 819 abitanti.
Il capoluogo è Jasło, che non fa parte del territorio ma costituisce un comune a sé.